# Yassir
Yassir (bürgerlich: Yassir Ezarzar; * 28. Mai 1973 in Rüsselsheim) ist ein deutscher Rapper marokkanischer Herkunft, der beim Label Echte Musik unter Vertrag stand.

## Biografie
Yassir besitzt die marokkanische Staatsbürgerschaft. Er ist seit 1993 verheiratet und lebte mit seiner Frau und seinen zwei Söhnen bis zu seiner Abschiebung in Frankfurt-Nordweststadt.
Zum Hip-Hop kam Yassir während eines Gefängnisaufenthalts. In der Folge entstanden Kollaborationen mit Musikern wie Azad, Tone, D-Flame und den Brothers Keepers. Kurz bevor Yassir Ende 2006 eine Haftstrafe antreten musste, wurde er vom deutschen Label Bozz Music unter Vertrag genommen. Im Jahr 2008 wechselte Yassir zum neuen Frankfurter Label Echte Musik, welches von Jonesmann gegründet wurde, der auch bei Bozz Music unter Vertrag stand.
Im Mai 2008 wurde auf seiner Internetseite die erste eigene Produktion, welche acht Lieder umfasst und den Titel Wie lang noch trägt, als freier Download veröffentlicht. Textlich werden Themen wie sein Gefängnisaufenthalt, der Beginn seiner Karriere als Rapper und Selbstreflexion aufgegriffen. Sein erstes Album Paragraph31 wurde am 31. Oktober 2008 veröffentlicht.
Nach dreieinhalb Jahren Haft wegen Drogenhandels mit ca. 30 kg Haschisch wurde Ezarzar im August 2009 aus dem Gefängnis entlassen. Nach einem Abschiebungsverfahren, welches direkt nach seiner Haftstrafe eingeleitet wurde, musste Ezarzar im Dezember 2009 Deutschland verlassen und zog nach Marokko.
Sein zweites Album Wenn der Schmerz spricht veröffentlichte Yassir zusammen mit Xenia Hügel über das Label 7skillz am 7. April 2012.
Am 2. August 2024 veröffentlichte Yassir die Single Für meine größten Feinde.

## Diskografie
Alben
- 2008: Paragraph 31
- 2012: Wenn der Schmerz spricht

EPs
- 2008: Wie lange noch (Online-EP)

Singles
- 2011: Kannst du es sehen? (feat. Azzis mit Herz)
- 2024: Für meine größten Feinde

Juice-Exclusives
- 2009 Jeder Weg hat sein Ende feat. Jonesmann (Juice-Exclusive auf Juice-CD #93)

Freetracks
- 2011: Wir stehen auf (feat. Harris, Hassan Annouri, Marc Reis, Celo & Abdi, Saman und Demain) (Video gegen Kindermisshandlung, Initiatorin Xenia Hügel[6])